# Paul Rosenberg
Paul Rosenberg (Parigi, 29 dicembre 1881 – Parigi, 29 giugno 1959) è stato un mercante d'arte e gallerista francese noto per aver rappresentato le opere di Pablo Picasso, Braque e Henri Matisse.

## Biografia
Di religione ebraica, iniziò la sua attività nel negozio di antiquario di suo padre. Aprì poi una galleria d'arte al 21 di rue de la Boétie a Parigi nel 1911 ed un'altra in Inghilterra nel 1935. Nel 1940 si trasferì negli Stati Uniti, dove aprì una galleria a New York. Morì nel 1959 a Parigi.
Sua nipote ed erede è Anne Sinclair, conduttrice di talk show politici, nota anche per essere stata moglie di Dominique Strauss-Kahn.